# Nio liv (album av Sven-Ingvars)
Nio liv är ett studioalbum från 1998 av dansbandsgruppen Sven-Ingvars.

## Låtlista
1. Intro / P. Jonsson
2. Nio liv / S. Carlsson, P. Gessle
3. Gör det igen / D. Hylander
4. Mannen före mej / P. LeMarc
5. Byter bara blickar / P. Gessle
6. Brunetten i Brunskog / N. Strömstedt
7. Trubbel # 2 / P. Jonsson
8. Älskar du mig / P. Bäckman, S.-E. Magnusson
9. Det kommer från hjärtat / P. Fransson, P. Karlsson
10. Då mår jag riktigt bra / P. LeMarc
11. Du är så olik / S. Hellstrand
12. Min vän Johanna / N. Hellberg
13. Bara för din skull / P. Jonsson
14. Därför viskar jag ditt namn / N. Hellberg
15. Hoppa in i min bil / N. Hellberg
16. Marie, Marie / P. Gessle, D. Alvin

## Listplaceringar
| Lista (1998) | Topplacering |
| ------------ | ------------ |
| Sverige      | 6            |

### Fotnoter
1. ↑  ”Nio liv”. Svensk mediedatabas. 28 februari 1998. http://smdb.kb.se/catalog/id/001515997. Läst 8 juni 2013.
2. ↑  ”Nio liv”. Hitparad. 28 februari 1998. http://swedishcharts.com/showitem.asp?interpret=Sven-Ingvars&titel=Nio+liv&cat=a. Läst 8 juni 2013.